# Specklinia rubrolineata
Specklinia rubrolineata är en orkidéart som först beskrevs av Frederico Carlos Hoehne, och fick sitt nu gällande namn av Fábio de Barros. Specklinia rubrolineata ingår i släktet Specklinia och familjen orkidéer. Inga underarter finns listade i Catalogue of Life.